# 志磨遼平
志磨 遼平（しま りょうへい、1982年〈昭和57年〉3月6日 - ）は、日本のミュージシャン、文筆家、俳優。2003年から2011年大晦日までバンド「毛皮のマリーズ」として活動後、2012年元旦に新バンド「ドレスコーズ」を結成した。ほぼすべての楽曲の作詞・作曲、そしてボーカルを務める。2014年9月よりドレスコーズは志磨のソロプロジェクトとなっている（バンドとしての活動については、各項目を参照）。身長183cm。

## 楽曲

### 参加楽曲
- NHK BS「どーもくん」テーマ曲（2010年）
- ホフディラン「怒りの弱者」(2012年2月22日発売、「2PLATOONS」収録、作詞・ゲストボーカル）
- 「世間知らず」（2012年5月2日発売、忌野清志郎のカヴァーアルバム「KING OF SONGWRITER ～SONGS OF KIYOSHIRO COVERS～」収録）
- 女王蜂「売旬 feat. 志磨遼平（ドレスコーズ）」（2015年5月20日発売、配信限定シングル）
- TeddyLoid「はじらい Like A Girl feat. 志磨遼平 from the dresscodes」（2015年12月2日発売、「SILENT PLANET」収録）

### 楽曲提供
「毛皮のマリーズ」、「ドレスコーズ」での活動以外にも楽曲提供を行っている。
- スクーターズ「Loveless」（2012年7月11日発売『女は何度も勝負する』収録）- 作曲
- SMAP「I Wanna Be Your Man」（2012年8月8日発売『GIFT of SMAP』収録）- 作詞[2]
- 夢みるアドレセンス「おしえてシュレディンガー」（2016年4月27日発売「おしえてシュレディンガー / ファンタスティックパレード」収録）- 作詞・作曲[3]
- 氣志團 「スポットライト」- 作詞・作曲
- 奇妙礼太郎「恋愛重症」- 作詞・作曲（2017）
- ももいろクローバーZ「天国のでたらめ」- 作詞・作曲（2018）
- ギターパンダ「a little song」- 作詞・作曲（2018）
- 菅田将暉「りびんぐでっど」- 作詞・作曲・編曲・プロデュース（2019）
- 上坂すみれ「ネオ東京唱歌」- 作詞・作曲（2020）
- PUFFY「罪深いかもしれない」- 作曲（2021）
- ヒプノシスマイク -D.R.P-（天谷奴 零）&ヒプノシスマイク -D.R.P-（入間 銃兎）「白と黒」- 作詞・作曲（2023）
- 玉井詩織　「宝石」 - 作詞・作曲（2023）
- イヤホンズ 「おーる・ざ・やんぐ・ぎーくす」- 作詞・作曲（2024）

## 著作

### 著書
- 東京ニュース通信社「少年ジャンク 志磨遼平コラム集 2009-2014」（2014年3月31日）
- 「ぼくだけはブルー」(シンコーミュージック、2024年9月24日)

### 連載
- TV Bros.「DEAD IN THE BOOKS（紙の中で死にゆく男）」（2010年7月 - 2018年本誌の隔週→月刊化に伴い終了）
- 駄文・ユー・ベイビー（MySpace from JP.、2009年12月 - 2010年8月）
- 屑・フロム・ヘル（ROCKIN’ON JAPAN、2010年8月 - ）
- チープ・トリック大全（smart、2010年9月 - ）
- ハンサムを撃たないで（Zipper、2011年3月 - 9月）
- 東京新聞　朝刊文化娯楽面「熱風涼風」、毎週金曜日掲載　※4人で持ち回り連載（2023年4月14日 - 2025年3月14日）
- （I wanna be your）ブルーレター・ボーイ（Zipper、2013年11月 - ）

## 出演

### 映画
- ギャガ「溺れるナイフ」（2016年11月5日）-　広能晶吾 役[4]
- 東映「ホットギミック ガールミーツボーイ」（2019年6月28日公開）- 島崎 役
- イオンエンターテイメント「ゾッキ」（2021年4月2日公開）- 黒ずくめの男 役
- ハピネットファントム「零落」 - フリーライター 役[5]

### テレビドラマ
- グーグーだって猫である2[6]　第3話「ガールフレンド・フォーエバー」（2016年6月25日、ＷＯＷＯＷ） - 森谷 役
- やじ×きた　元祖・東海道中膝栗毛 第8話「女狐の仇討ち（赤坂）」（2019年5月25日、BSテレ東） - 島平 役
- 奪われた僕たち（2024年4月12日 - 5月17日、毎日放送） - 櫻井幸司 役[7]

### 配信ドラマ
- 今際の国のアリス シーズン2 (2022年12月22日、Netflix)　- シタラ 役[8]

### ラジオ番組
- 志磨遼平のHello Mary Lou（CROSS FM マンスリープログラム、2010年）
- TOKYO REAL-EYES“SPEAK OUT！”（J-WAVE、2010年4月 - 2011年3月）
- 志磨遼平のオールナイトニッポンR（ニッポン放送、2010年4月・10月）
- FIND OUT“ハッピーハウス”（ZIP-FM、2010年10月 - 2011年4月）
- おに魂“埼玉アンデパンダン”（FM NACK5、2013年4月 - 9月）

### 広告
- コンバース・オールスター[注釈 1]（2011年1月）
- rockin’star（2013年8月）